# Provincias de Tailandia
Tailandia se divide en 76 provincias (en tailandés: จังหวัด, changwat, singular y plural), reunidas en 5 regiones –en algunos casos las provincias del este y del oeste se agrupan-. Bangkok, aunque oficialmente no es una provincia sino un área administrativa especial, por lo general también se incluye como la 77.ª provincia debido a que poseía la condición de provincia durante un tiempo. El nombre de cada provincia es el de su ciudad capital, siempre con el prefijo Mueang (o Muang) para evitar confusión con la provincia. Con la excepción de la provincia Phra Nakhon Si Ayutthaya, la capital tiene el mismo nombre como la provincia.
Bangkok es al mismo tiempo la provincia más poblada y la de mayor densidad de población. La provincia de mayor área es Nakhon Ratchasima, la más pequeña es Samut Songkhram. La Provincia Mae Hong Son tiene la menor densidad de población, y Ranong tiene la menor población absoluta (cifras tomadas del censo de 2000).
Cada provincia es administrada por un gobernador, nombrado por el ministro del Interior. La única excepción es Bangkok, donde se elige al gobernador.
Las provincias están divididas en 877 distritos (amphoe, อำเภอ).  Los cincuenta distritos de Bangkok son llamados khet (เขต), pero son corrientemente llamados amphoe, aún en algunos documentos oficiales. Los distritos se dividen a su vez en tambon (comunas o subdistritos) y mubaan (poblados).

## Provincias
| Norte 1. Chiang Mai (เชียงใหม่) 2. Chiang Rai (เชียงราย) 3. Kamphaeng Phet (กำแพงเพชร) 4. Lampang (ลำปาง) 5. Lamphun (ลำพูน) 6. Mae Hong Son (แม่ฮ่องสอน) 7. Nakhon Sawan (นครสวรรค์) 8. Nan (น่าน) 9. Phayao (พะเยา) 10. Phetchabun (เพชรบูรณ์) 11. Phichit (พิจิตร) 12. Phitsanulok (พิษณุโลก) 13. Phrae (แพร่) 14. Sukhothai (สุโขทัย) 15. Tak (ตาก) 16. Uthai Thani (อุทัยธานี) 17. Uttaradit (อุตรดิตถ์) | Noreste 1. Amnat Charoen (อำนาจเจริญ) 2. Buri Ram (บุรีรัมย์) 3. Chaiyaphum (ชัยภูมิ) 4. Kalasin (กาฬสินธุ์) 5. Khon Kaen (ขอนแก่น) 6. Loei (เลย) 7. Maha Sarakham (มหาสารคาม) 8. Mukdahan (มุกดาหาร) 9. Nakhon Phanom (นครพนม) 10. Nakhon Ratchasima (นคราชสีมา) 11. Nong Bua Lam Phu (หนองบัวลำภู) 12. Nong Khai (หนองคาย) 13. Roi Et (ร้อยเอ็ด) 14. Sakon Nakhon (สกลนคร) 15. Si Sa Ket (ศรีสะเกษ) 16. Surin (สุรินทร์) 17. Ubon Ratchathani (อุบลราชธานี) 18. Udon Thani (อุดรธานี) 19. Yasothon (ยโสธร) 20. Bueng Kan (บึงกาฬ) |
| Central 1. Ang Thong (อ่างทอง) 2. Phra Nakhon Si Ayutthaya (พระนครศรีอยุธยา) 3. Bangkok (Krung Thep Maha Nakhon) (กรุงเทพ ฯ) 4. Chainat (ชัยนาท) 5. Kanchanaburi (กาญจนบุรี) 6. Lop Buri (ลพบุรี) 7. Nakhon Nayok (นครนายก) 8. Nakhon Pathom (นครปฐม) 9. Nonthaburi (นทบุรี) 10. Pathum Thani (ปทุมธานี) 11. Phetchaburi (เพชรบุรี) 12. Prachuap Khiri Khan (ประจวบคีรีขันธ์) 13. Ratchaburi (ราชบุรี) 14. Samut Prakan (สมุทรปราการ) 15. Samut Sakhon (สมุทรสาคร) 16. Samut Songkhram (สมุทรสงคราม) 17. Saraburi (สระบุรี) 18. Sing Buri (สิงห์บุรี) 19. Suphan Buri (สุพรณบุรี) | Este 1. Chachoengsao (ฉะเชิงเทรา) 2. Chanthaburi (จันทบุรี) 3. Chon Buri (ชลบุรี) 4. Prachin Buri (ปราจีนบุรี) 5. Rayong (ระนอง) 6. Sa Kaeo (สระแก้ว) 7. Trat (ตราด) Sur 1. Chumphon (ชุมพร) 2. Krabi (กระบี่) 3. Nakhon Si Thammarat (นครศรีธรมราช) 4. Narathiwat (นราธิวาส) 5. Pattani (ปัตานี) 6. Phang Nga (พังา) 7. Phatthalung (พัทลุง) 8. Phuket (ภูเก็ต) 9. Ranong (ระนอง) 10. Satun (สตูล) 11. Songkhla (สงขลา) 12. Surat Thani (สุราษฎร์ธานี) 13. Trang (ตรัง) 14. Yala (ยะลา)                                            |

Véase también: ISO 3166-2:TH

## Historia

### Antes de 1892
Muchas provincias tienen su origen en los reinos semiindependientes que anteriormente existieron que luego conformaron el Reino Ayutthaya. Las provincias recibieron por nombre el de su ciudad principal (Mueang), incluyeron los poblados circundantes y ciudades relacionadas.  Las provincias eran administradas por un gobernador nombrado por el rey, o por la familia gobernante de la localidad, descendientes del antiguo rey local que recibieron el privilegio de gobernar de parte del rey. En realidad, el rey tenía como única opción nombrar como gobernante a un noble local o a un personaje económicamente poderoso, dado que no le sería posible enfrentarse a los grupos de poder local. El gobernador no recibía fondos del rey sino que imponía sus propios impuestos, para pagar los gastos de su administración y debía anualmente pagar tributo al rey en Bangkok.
Sobre la base de su origen, las provincias pueden clasificarse en cuatro grupos: Las provincias limítrofes, las provincias que tienen su origen en un antiguo principado, las provincias recientemente creadas por división de otras provincias y las provincias cercanas a la capital. También formaron parte de Tailandia los principados de Lannathai, los reinos de Laos, Vietnam y Camboya, y el Sultanato malayo de  Kedah, con una mayor autonomía que las provincias. En el sistema mandala los estados semiindependientes podían ser tributarios de más de un reino.
Las nuevas provincias han sido creadas cuando el crecimiento de la población ha sobrepasado la capacidad administrativa de la provincia, pero también por razones políticas, cuando un gobernador adquiría demasiado poder, las principales ciudades de la provincia adquirían el rango de provincia. Tal fue el caso de la  Provincia Maha Sarakham.
A partir de la década de 1870, por presión de las potencias coloniales Reino Unido y  Francia se inició una reforma del sistema provincial de Tailandia. Especialmente en las áreas cercanas a los límites se nombraron comisionados con el objetivo de tener mayor poder central sobre las provincias y los estados tributarios.

### Reforma administrativa de 1892
A finales del siglo XIX el rey  Chulalongkorn reformó el gobierno central drásticamente. En  1892 se reorganizaron los ministerios, que anteriormente tenían responsabilidades que se sobreponían, adoptando una organización al estilos de los países occidentales. El Príncipe  Damrong Rajanubhab fue nombrado Ministro de las provincias del norte. Al disolverse el Ministerio de las provincias del sur, el primero se convirtió en el Ministerio del interior, con atribuciones sobre la administración provincial de todo el país.
A partir de 1893 los comisionados ya existentes en algunas partes del país recibieron el nombre de  khaluang thesaphiban (comisionado superintendente), y su región de responsabilidad recibió el nombre de  monthon. Los monthon fueron creados primero en las regiones estratégicamente importantes, mientras que en otras regiones las provincias conservaron su independencia de gestión mucho más tiempo. Algunas de las provincias más pequeñas fueron incluidas como Amphoe (distritos) o tambon (comunas) en una provincia vecina. Generalmente esto ocurrió por razones administrativas, pero también por razones políticas como medio para deshacerse de un poderoso y poco cooperativo gobernador.
Estas reformas provocaron rebeliones, usualmente inducidas por la nobleza local que temía por su pérdida de poder. La más notable fue la Rebelión Santa en  1902 en Isan, cuando se llegó a quemar la ciudad de Khemarat.
A partir de 1916 el prefijo  changwat se impuso para distinguir la provincia de su ciudad capital (Mueang o Amphoe Mueang), pero también para diferenciar la nueva estructura administrativa de las provincias.
Al abdicar el Príncipe Damrong en 1915, el país fue dividido administrativamente en 19 monthon o regiones (incluyendo el área alrededor de Bangkok, que quedó bajo la responsabilidad de otro ministerio hasta 1922), con un total de 72 provincias.  
En diciembre de 1915, el rey Vajiravudh anunció la creación de regiones  (phak), cada una administrada por un virrey (upparat), que cubriría varios monthon. Hasta 1922, se establecieron cuatro regiones, sin embargo, en 1925 fueron nuevamente disueltas. Al mismo tiempo, se reunieron varios monthon en un intento de mejorar la administración y reducir sus costos.

### A partir de 1932
Los monthon fueron finalmente disueltos cuando Tailandia pasó a ser una monarquía constitucional en 1932, dependiendo las provincias nuevamente del poder central sin niveles intermedios. A partir de la segunda mitad del siglo XX se crearon algunas nuevas provincias, producto de la división de otras. Las provincias más jóvenes son Sa Kaeo, Nong Bua Lam Phu y Amnat Charoen y fueron creadas en 1993.